# 常盤聡
常盤 聡（ときわ さとし、1987年5月14日 - ）は、東京都八王子市出身のサッカー選手。ポジションはフォワード（FW）。

## 来歴
小学校1年時にサッカーを始める。早稲田実業高校へ進学したが1学年在籍中に留年することとなったため、2学年より通信制高校に転入し、同時にFC東京の下部組織に加入した。長島裕明の厳しい指導の下2005年のJリーグユース選手権では15得点を挙げ、得点ランキング2位に入るなどの活躍を見せた。同期に村田翔などがいた。2006年に進学した東京農業大学では、高い身体能力と技術を発揮して2年時から関東2部リーグの得点ランキング上位に定着し、4年時には副将としてチームを支え、伊藤大介（順天堂大学）とともに4年間の最多出場選手として表彰された。
2010年、水戸ホーリーホックに入団。同年4月4日のJ2第5節柏戦でJリーグ初出場を果たし、9月1日のJ2第19節大分戦でJリーグ初得点を挙げた。チームメートの吉原宏太からは「チームでもっともFWらしいFW」と実力を認められた。2011年は途中出場が多く、出場機会を減らす中でも前年と同じく4得点を挙げたが、契約満了により退団。
2012年、ギラヴァンツ北九州へ移籍。三浦泰年監督の下、スピードと突破力を武器に複数の攻撃的ポジションをこなし5得点を挙げた。
2013年、三浦が新たに東京ヴェルディの監督に就任すると、三浦サッカーの欠かせないピースとして同クラブへ移籍。同年は主に高原直泰と2トップでコンビを組んだ。2014年は攻撃の中心となりチーム最多の得点を記録。シーズン終了後、契約満了により退団。
2015年、ロアッソ熊本に加入。主に左サイドハーフでのプレーを続けたが、守備的なチームにあって持ち前の攻撃力を活かせず、徐々に出番を失いプロ入り以来初となる無得点でシーズンを終えた。同年末、契約満了により退団。
2016年、ザスパクサツ群馬・服部浩紀監督からの2年越しのオファーに応え同クラブへ完全移籍。クラブとは2年契約を結んでいたが、同年3月に母を亡くしたことを機に家業に専念することを選び11月に契約を解除。現役を引退した。
現在は八王子市の建設業・寿建設の代表取締役を務めている。
2018年8月26日、東京都社会人1部リーグ所属の八王子FCからオファーがあり、現役復帰。2020年1月、退団が発表された。

## エピソード
- 本人も活動に参加をするトッキー☆クラブという公認のコミュニティがある。
- 小学生時代に体操を習っており、Jリーグ初得点の際のゴールパフォーマンスでは側転からのバク宙を披露した[1]。以降得点後にはアクロバティックなパフォーマンスを行う[33][19]。
- 2013年3月20日のJ2第4節北九州vs東京Vでは、古巣である北九州のサポーターから盛大なブーイングを浴びせられ、三浦監督からも気遣われたが、常盤本人はブーイングに全く気付いていなかった[34]。
- 中学3年生くらいの頃から、一字違いのGK常澤聡（ときざわ さとし）を意識していたという。両名にはプロ入り後も特に接点は無かったが[35]、2013年4月17日のJ2第9節東京Vvs山形では、常盤のシュートが常澤の守るゴールマウスに決まり、これが決勝点となった[36]。
- 2014年に行われた、じゃらん「Jマジ! 20」による「イケメンJリーガー選手権」で5位に選ばれる[37]。

## 所属クラブ
ユース経歴
- 清水北フットボールクラブ[3] (東京都八王子市立清水小学校)
- 2001年 - 2002年 横河武蔵野FCジュニアユース (工学院大学附属中学校)
- 2003年 早稲田実業学校
- 2004年 - 2005年 FC東京U-18 (つくば開成高等学校[8])
- 2006年 - 2009年 東京農業大学

プロ・シニア経歴
- 2010年 - 2011年  水戸ホーリーホック
- 2012年  ギラヴァンツ北九州
- 2013年 - 2014年  東京ヴェルディ
- 2015年  ロアッソ熊本
- 2016年  ザスパクサツ群馬
- 2018年 - 2019年  八王子FC

## 個人成績
| 2010   | 水戸   | 17     | J2        | 23  | 4  | 2 | 0 | 25  | 4  |
| 2011   | 水戸   | 11     | J2        | 22  | 4  | 0 | 0 | 22  | 4  |
| 2012   | 北九州 | 18     | J2        | 28  | 5  | 1 | 1 | 29  | 6  |
| 2013   | 東京V  | 17     | J2        | 39  | 8  | 1 | 0 | 40  | 8  |
| 2014   | 東京V  | 9      | J2        | 37  | 6  | 1 | 0 | 38  | 6  |
| 2015   | 熊本   | 9      | J2        | 23  | 0  | 0 | 0 | 23  | 0  |
| 2016   | 群馬   | 17     | J2        | 23  | 3  | 2 | 0 | 25  | 3  |
| 2018   | 八王子 | 37     | 東京都1部 | 3   | 0  | - | - | 3   | 0  |
| 2019   | 八王子 | 17     | 東京都1部 | 2   | 2  | - | - | 2   | 2  |
| 通算   | 日本   | 日本   | J2        | 195 | 30 | 7 | 1 | 202 | 31 |
| 通算   | 日本   | 日本   | 東京都1部 | 5   | 2  | - | - | 5   | 2  |
| 総通算 | 総通算 | 総通算 | 総通算    | 200 | 32 | 7 | 1 | 207 | 33 |

その他の公式戦
- 2019年
  - 東京都社会人サッカーチャンピオンシップ 1試合0得点

出場歴
- Jリーグ初出場 - 2010年4月4日 J2第5節 vs柏レイソル（日立柏サッカー場）
- Jリーグ初得点 - 2010年9月1日 J2第19節 vs大分トリニータ（ケーズデンキスタジアム水戸）
- Jリーグ100試合出場 - 2013年8月4日 J2第27節 vsアビスパ福岡（レベルファイブスタジアム）

## 代表・選抜歴
- 2005年 東京都選抜 - 岡山国体[38] (少年男子・4位)
- 2009年 東京都選抜 - 新潟国体 (成年男子)